# Sepioteuthis australis
Calmar de roche austral
Espèce
Le calmar de roche austral  (Sepioteuthis australis) est une espèce de mollusque de la famille des Loliginidés.